# 訃報 2011年4月
訃報 2011年4月（ふほう 2011ねん4がつ）では、2011年4月に物故した、又は物故が報じられた人物についてまとめる。

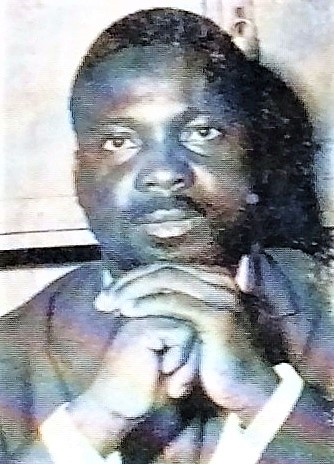
アンジュ＝フェリクス・パタセ／4月5日没

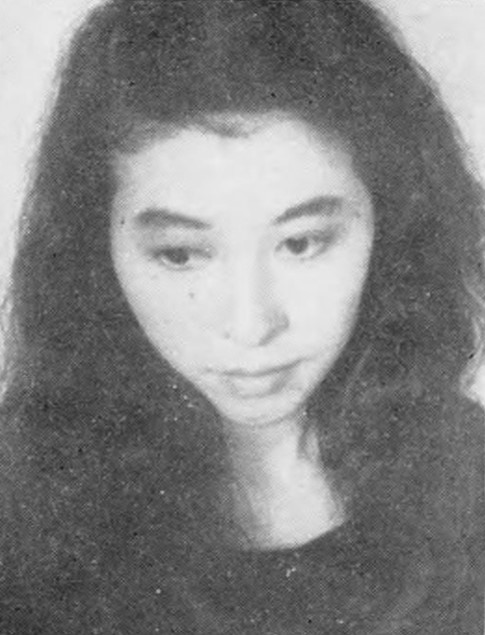
岸田衿子／4月7日没

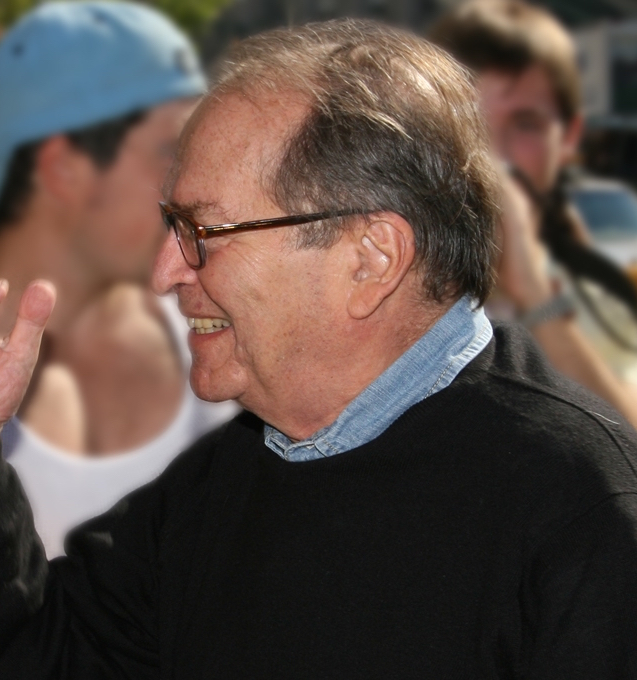
シドニー・ルメット／4月9日没

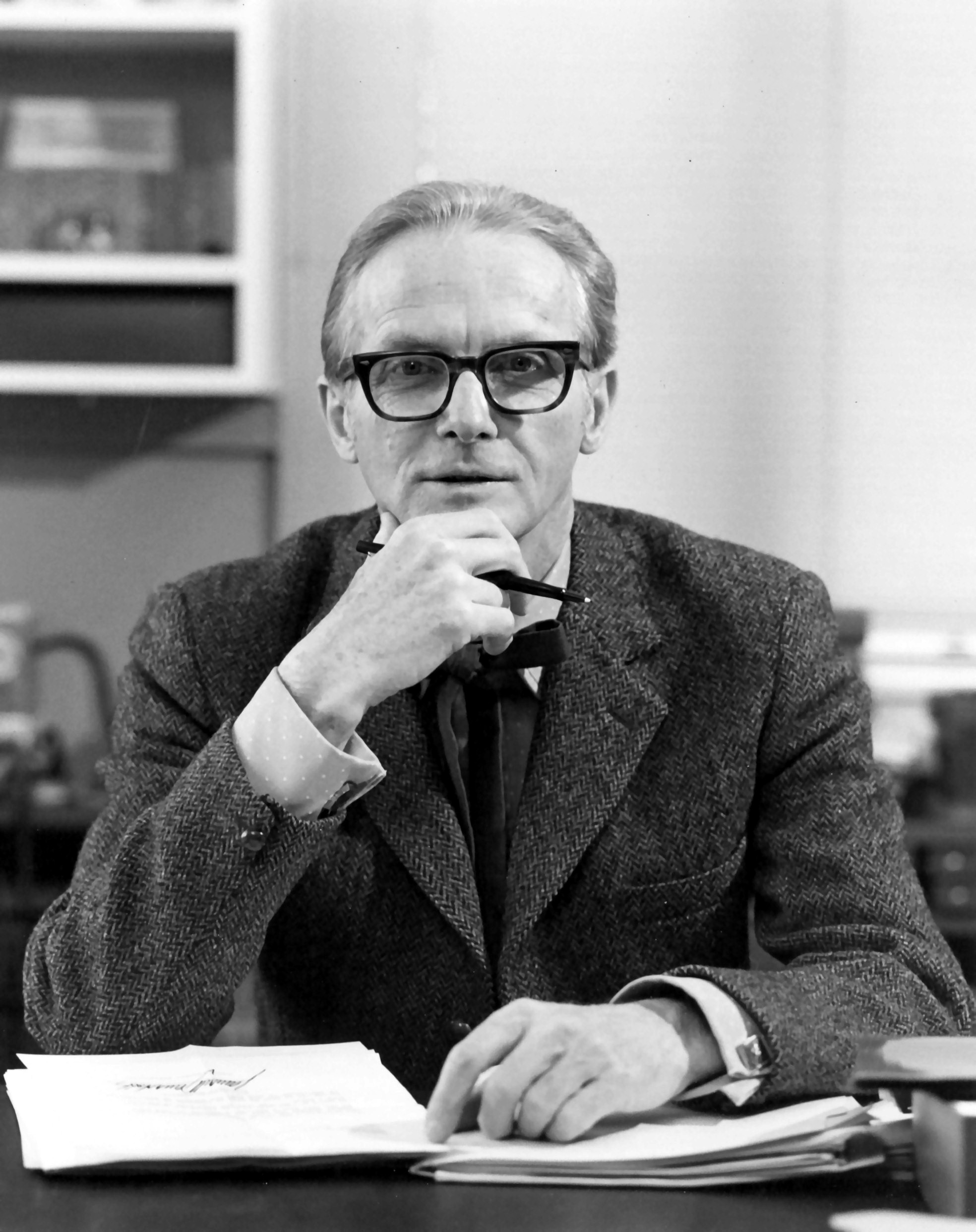
ウィリアム・リプスコム／4月14日没

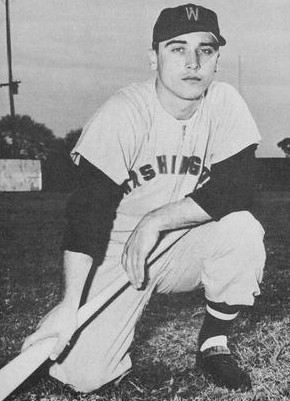
レノ・ベルトイア／4月15日没

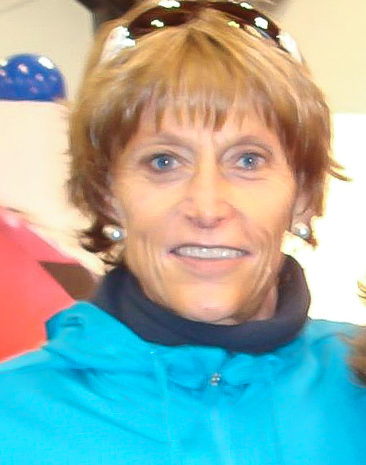
グレテ・ワイツ／4月19日没

## 1日 - 15日
- 4月1日 - 小淵泰輔、日本のプロ野球選手（* 1935年）[1]
- 4月2日 - 小山一平、日本の政治家、元日本社会党参議院議員、第20代参議院副議長、元長野県上田市長、元長野県議会議員（* 1914年）[2]
- 4月3日 - 安田清[要出典]、日本の囲碁棋士（* 1916年）
- 4月3日 - 長崎源之助、日本の児童文学作家（* 1924年）[3]
- 4月3日 - 矢部祐一、日本の元プロ野球選手 （* 1946年）[4]
- 4月4日 - 高瀬礼二、日本の元検察官、弁護士、東京高等検察庁元検事長（* 1916年）[要出典]
- 4月4日 - 笠岡喬、日本の政治家、元自由民主党衆議院議員（* 1925年）
- 4月4日 - 須賀良、日本の俳優（* 1936年）[要出典]
- 4月4日 - クレイグ・トーマス、ウェールズの作家（* 1942年）
- 4月4日 - スコット・コロンバス（Scott Columbus）、アメリカ合衆国のドラマー、元マノウォーメンバー（* 1956年）
- 4月5日 - バルーク・サミュエル・ブランバーグ、アメリカ合衆国の医学者、ノーベル生理学・医学賞受賞者（* 1925年）
- 4月5日 - 山田知、日本の政治家、元兵庫県西宮市長（* 1934年）
- 4月5日 - 布施晶子、日本の社会学者（家族社会学）、札幌学院大学名誉教授・元学長（* 1937年）
- 4月5日 - アンジュ＝フェリクス・パタセ、中央アフリカの政治家、第5代大統領（* 1937年）
- 4月5日 - 和乃、日本の歌手、しゃるろっとのボーカル（* 1981年）
- 4月6日 - 高桑慎一郎、日本の音響監督、声優（* 1928年）
- 4月7日 - 大島一郎、日本の言語学者、東京都立大学名誉教授（* 1928年）[5]
- 4月7日 - 岸田衿子、日本の詩人・童話作家、岸田今日子の姉（* 1929年）
- 4月8日 - 柳田次男、日本の元競馬騎手・調教師【日本中央競馬会所属】（* 1927年）
- 4月9日 - シドニー・ルメット、アメリカ合衆国の映画監督（* 1924年）
- 4月9日 - ピエール・セリス、ベルギーの醸造業者（* 1925年）
- 4月9日 - ロジャー・ニコルズ（英語版）、アメリカ合衆国のレコーディング・エンジニア（* 1944年）[6]
- 4月10日 - 阿部信、日本の神職、神社本廳長老、上賀茂神社名誉宮司（* 1906年?）
- 4月10日 - 落合勤一、日本のプロ野球選手（* 1947年）
- 4月10日 - 山下律夫、日本のプロ野球選手（* 1944年）
- 4月11日 - 築島裕、日本の国語学者、東京大学名誉教授（* 1925年）
- 4月11日 - 中川利若、日本の政治家・実業家、元北海道副知事、元北海道中央バス会長・社長（* 1927年）
- 4月11日 - 佐藤次高、日本の歴史学者、早稲田大学文学学術院教授・東京大学名誉教授（* 1942年）
- 4月11日 - ラリー・スウィーニー（Larry Sweeney）、アメリカ合衆国のプロレスラー、マネージャー（* 1981年）[7]
- 4月12日 - 佐藤利三郎、日本の通信工学者（* 1921年）
- 4月13日 - 潮田健次郎、日本の実業家、トステムの創業者（* 1926年）
- 4月13日 - 多木浩二、日本の思想家・批評家・美術評論家（* 1928年）
- 4月14日 - ウォルター・ブルーニング、アメリカ合衆国の男性長寿世界一の人物（* 1896年）
- 4月14日 - ウィリアム・リプスコム、アメリカ合衆国の化学者、1976年度ノーベル化学賞受賞者（* 1919年）
- 4月14日 - 白沢三郎、日本の政治家、元新生党衆議院議員（* 1941年）
- 4月15日 - 中道風迅洞、日本の詩人、元NHKプロデューサー・芸能局長（* 1918年）
- 4月15日 - レノ・ベルトイア、アメリカ合衆国のプロ野球選手（* 1935年）
- 4月15日 - ヴィンチェンツォ・ラ・スコーラ（Vincenzo La Scola）、イタリアのテノール歌手（* 1957年）

## 16日 - 30日
- 4月16日 - 宮地伸一、日本の歌人（* 1920年）
- 4月17日 - 出崎統、日本のアニメーション監督（* 1943年）
- 4月18日 - 島田陽子、日本の詩人、作詞家（* 1929年）
- 4月18日 - 若鳴門清海、日本の元大相撲力士（* 1939年）
- 4月18日 - 松野秋鳴、日本のライトノベル作家（* 1979年頃）[8]
- 4月18日 - オルバヨ・アデフェミ、ナイジェリアのサッカー選手（* 1985年）
- 4月18日 - キム・ユリ、大韓民国のファッションモデル（* 1989年）
- 4月19日 - グレテ・ワイツ、ノルウェーの元陸上競技選手（* 1953年）
- 4月20日 - 東儀俊美、日本の雅楽師（* 1929年）
- 4月20日 - 荒川聡子、日本の珍スポット・動物園・廃墟・デカ盛り・性神愛好家、フリーライター、薬剤師（* 1962年）
- 4月20日 - クリス・ホンドロス（英語版）、アメリカ合衆国のフォトジャーナリスト（* 1970年）[9]
- 4月20日 - ティム・ヘザリントン（英語版）、イギリスのジャーナリスト、映画監督（* 1970年）[9]
- 4月21日 - マックス・ヴァーノン・マシューズ、アメリカ合衆国の化学者、発明家（* 1926年）
- 4月21日 - 成田文男、日本の元プロ野球選手（* 1946年）
- 4月21日 - 安本莞二、日本の脚本家（* 1944年）[10]
- 4月21日 - 高田純、日本の脚本家、映画評論家（* 1947年）
- 4月21日 - 田中好子、日本の女優、アイドル歌手、元キャンディーズメンバー（* 1956年）[11][12]
- 4月22日 - 中村太郎、元自由民主党参議院議員、第50代労働大臣、元山梨県議会議長（* 1918年）
- 4月22日 - 柳原基、日本のプロ野球公式記録員、元セ・リーグ記録部長（* 1924年?）[13]
- 4月22日 - ウィール・クーバー、オランダのサッカー選手、サッカー指導者（* 1924年）
- 4月22日 - 蒋世豪（蒋世豪）、香港のサッカー選手（* 1975年）
- 4月23日 - 森井忠良、日本の政治家、元日本社会党衆議院議員、第79代厚生大臣（* 1929年）
- 4月23日 - 大賀典雄、日本の実業家・指揮者・声楽家、元ソニー会長、東京フィルハーモニー交響楽団会長・理事長（* 1930年）
- 4月23日 - 上野尊子、日本のジャズシンガー（* 1936年）
- 4月23日 - 宗秋月、日本（在日朝鮮人2世）の詩人（* 1944年）[14][15][16]
- 4月24日 - 小堀宗慶、日本の茶道家、遠州茶道宗家十二世（* 1923年）[17]
- 4月24日 - マダム・ヌー、南ベトナムの大統領顧問・ゴ・ディン・ヌー夫人（* 1924年）
- 4月24日 - サティヤ・サイ・ババ、インドの霊能者（* 1926年）
- 4月24日 - マリー＝フランス・ピジェ、フランスの女優（* 1944年）[18]
- 4月24日 - 高橋江紀、日本のオートバイレーサー（* 1987年）
- 4月25日 - ゴンサロ・ロハス（Gonzalo Rojas）、チリの詩人（* 1917年）
- 4月25日 - 田中実、日本の俳優、声優（* 1966年）
- 4月26日 - 宇野誠一郎、日本の作曲家（* 1927年）
- 4月26日 - 岡島茂夫、日本の舞台美術家（* 1927年）
- 4月26日 - 田崎俊作、日本の実業家、田崎真珠創業者（* 1929年）[19]
- 4月26日 - フィービ・スノウ、アメリカ合衆国のシンガーソングライター（* 1950年）[20]
- 4月27日 - デイヴィッド・ウィルカーソン、アメリカ合衆国のキリスト教牧師（* 1931年）
- 4月27日 - 林秀光、日本のピアニスト、桐朋学園大学名誉教授（* 1936年）
- 4月28日 - 阿藤周平、日本の元受刑者、八海事件元被告（* 1926年?）[21]
- 4月28日 - エアハルト・ロレタン、スイスの登山家（* 1959年）
- 4月29日 - ウラジミール・クライネフ、 ロシアのピアニスト（* 1944年）
- 4月30日 - エルネスト・サバト、アルゼンチンの作家（* 1911年）
- 4月30日 - 相原信洋、 日本のアニメーション作家（* 1944年）
- 4月30日 - 引地良一、日本の実業家、亀屋万年堂会長（* 1942年?）[22][23]
- 4月30日 - マイク・クレスニック、アメリカ合衆国のプロ野球選手（* 1931年）